# Lee Hwa-kyum
Lee Yoo-young (Hangul: 이유영, Hán-Việt: Lý Hoa Kiêm; sinh ngày 23 tháng 1 năm 1995) trước đây được biết đến với tên gọi Yooyoung và nghệ danh Lee Hwa-kyum (Hangul: 이화겸), là một nữ diễn viên và ca sĩ người Hàn Quốc trực thuộc công ty giải trí Prain TPC. Cô được nhiều người biết đến với tư cách là cựu thành viên của nhóm nhạc nữ Hàn Quốc Hello Venus, sau khi nhóm tan rã cô đã rời Fantagio, và chuyển sang sự nghiệp diễn xuất.

## Sự nghiệp
Lee Hwa-kyum ra mắt lần đầu với tư cách là thành viên của nhóm nhạc nữ Hàn Quốc Hello Venus vào ngày 9 tháng 5 năm 2012. Bản phát hành đầu tiên được quảng bá của cô là album đầu tay Venus của Hello Venus, trên M! Countdown vào ngày 10 tháng 5 năm 2012. Tính đến thời điểm ra mắt, Hello Venus đã phát hành năm EP.
Sau khi Hello Venus tan rã vào ngày 26 tháng 4 năm 2019, cô tiếp tục hoạt động với tư cách diễn viên cùng nghệ danh mới là Lee Hwa-kyum. Ngày 28 tháng 6 năm 2021, có thông báo rằng Lee Hwa-kyum đã ký hợp đồng với Prain TPC.

## Danh sách phim

### Phim điện ảnh
| Năm  | Tựa đề            | Vai         | Ghi chú   | Ng.   |
| ---- | ----------------- | ----------- | --------- | ----- |
| 2014 | Futureless Things | Hana        | Vai chính | [ 5 ] |
| 2014 | Slow Video        | Yeo Jang-mi | Vai phụ   | [ 6 ] |

### Phim truyền hình
| Năm  | Tựa đề               | Kênh      | Vai                                        | Ghi chú   | Ng.    |
| ---- | -------------------- | --------- | ------------------------------------------ | --------- | ------ |
| 2012 | Nữ phi công xinh đẹp | SBS       | Tiếp viên hàng không                       | Khách mời | [ 7 ]  |
| 2013 | Wonderful Mama       | SBS       | Jang Go-eun                                | Vai phụ   |        |
| 2014 | Cunning Single Lady  | MBC       | Pi Song-hee                                | Vai phụ   |        |
| 2014 | Mother's Garden      | MBC       | Na Hye-rin                                 | Vai phụ   |        |
| 2015 | Học đường 2015       | KBS       | Jo Hae-na                                  | Vai phụ   |        |
| 2017 | Circle               | tvN       | Thư ký Shin                                | Vai phụ   |        |
| 2019 | Khi ác quỷ gọi tên   | tvN       | Joo Ra-in                                  | Vai phụ   |        |
| 2019 | Cuộc chiến hậu cung  | TV Chosun | Kim Song-yi                                | Vai phụ   |        |
| 2021 | Monthly House        | jTBC      | Yook Mi-ra                                 | Vai phụ   | [ 8 ]  |
| 2021 | Nữ thanh tra tài ba  | SBS       | Kim Eun-jung / Kang Mi-na (sau phẫu thuật) | Vai phụ   | [ 9 ]  |
| 2022 | Dưới bóng trung điện | tvN       | Ok Thục viên                               | Vai phụ   | [ 10 ] |